# 艾思奇故居
艾思奇故居，位于中国云南省腾冲县城南的和顺乡水碓村，为一幢中西合壁式砖木结构四合院楼房。

## 历史
建于1919年，是艾思奇之父李曰垓任云南民政、司法两司司长及矿务督办时所建的新居。佔地600多平方米，深屋大院，连楼成片，西式建筑风格点缀其间。房前临一潭碧水，远眺凤山，清幽安静，环境优美，实为修身养性的灵地。 
1984年正式对公众开放，陈列展出大量图片实物，艾思奇生平及其光辉业绩。1987年被定为第三批省级重点文物保护单位。
1997年4月选为为云南省爱国主义教育基地。